# Сан-Вито-Романо
Сан-Вито-Романо (итал. San Vito Romano) — коммуна в Италии, располагается в регионе Лацио, подчиняется административному центру Рим.
Население составляет 3235 человек, плотность населения составляет 270 чел./км². Занимает площадь 12 км². Почтовый индекс — 030. Телефонный код — 06.
Покровителем коммуны почитается святой Вит, празднование 15 июня.